# Barna Márta
Barna Márta (Kunmadaras, 1955. március 5. – Budapest, 2023. április 20) filmesztéta, filmkritikus, író, költő, szakíró.

## Élete
Budapesten az Ady Endre Általános Iskolában tanult, a Rákóczi Ferenc Gimnáziumban érettségizett 1973-ban. 1973-1978-ig szerzett magyar népművelés szakos diplomát Debrecenben, a Kossuth Lajos Tudományegyetem Bölcsészettudományi Karának nappali tagozatán, 1980-ban üzemvezetői, 2006-ban európai uniós rendezvényszervezői, 2006-ban uniós pályázatok figyelésére (PAFI) feljogosító oklevelet szerzett. 2014. március 28-án a Nemzeti Közszolgálati Egyetemen közigazgatási alapvizsgát tett. 1984 óta férjével, fiával, Újbudán, Gazdagréten és Balatonföldváron. éltek ezen a világon. Barna Márta, Dancs Rózsa, a Kaleidoszkóp, a kanadai-amerikai magyar nyelvű irodalmi folyóirat főszerkesztője szavaival, az egyik legnagyobb magyar múzsa hosszú, keresztyén türelemmel viselt szenvedések után a férje, Pósa Zoltán kezét fogva tért meg Isten Birodalmába Budapesten 2023. április 20-án, 19 óra 5 perckor a Kék Golyó onkológiai klinikán. Végső  evilági  útjára 2023 május 12-én kísérték a Farkasréti Sírkert urnafalához. a református egyház szertartása szerint 
1978-2013 március 1-ig volt a Fővárosi Moziüzemi Vállalat (1986 óta Budapest Film) közművelődési üzemvezetője, a filmforgalmazási munkabizottág titkára, 1996-tól 2013. február 28-ig a Műsorszóró Főosztály vezetője. 2013. március 1-óta a Nemzeti Média és Hírközlési Hatóság Nemzeti Filmirodáján vezető főtanácsosként dolgozik. 1983-1990-ig volt a megszűnt Film Színház Muzsika szerződéses főmunkatársa, a Magyar Filmek Forgatásán című rovatot írta, szerkesztette. Számos filmkritikája, tanulmánya jelent meg, a Film Színház Muzsikában, a Filmkultúrában, a Filmvilágban, a Móra Kiadó GYIK Híradójában, Az én újságom című folyóiratban, a Pest megyei Hírlapban, a Mestermunkában, az ORION Újságban, a Magyar Ifjúságban, az Útonban, a Mozgó Képekben, a Budapesti Fórumon, a Medosz Lapjában, a Pesti Hírlapban, az Új Magyarországban, a Magyar Nemzetben, a Literátorban, az Aprószentekben, a Szövetségben (Polgári Körök Lapja), az Új Katedrában (2013-ban is), a Kalejdoscópban, a kanadai és az amerikai magyarság folyóiratában.

## Kötetek
- Barna Márta: Filmajánló jegyzék a középiskolák számára, Főmo, Bp. 1983.
- Carlos Atarés Saura, életút-tanulmány és bibliográfia, Arany Füzetek sorozat, 1984.
- Arany füzetek sorozat, szerk.
- Emlék az ezredvégről, versek, novella, Literátor Könyvek, 1984.
- Két világ határán, Carlos Saura esszé, Literátor könyvek, 1985.
- Pósa Zoltán breviáriuma, I, kiadás vers, Coldvell könyvek, 2009.
- Pósa Zoltán breviáriuma, II. kiadás, vers, 2011.
- Barna Márta Merev apokalipszis című elbeszélése megjelent Pósa Zoltán Lila tricikliturgia (Széphalom Könyvműhely, 2017)  című regényében a 102-118. oldalon
- A fent említett regényben (Lila tricikliturgia,(Széphalom Könyvműhely 2017) megjelent Barna Márta Kiborító hideg őszi szél című verse (123. old.),  valamint a Gyökértelen szerelem, az Őrízd álmom gazdag bojtját, és a Világba bőgő őrült váteszek című Barna Márta versek a 124. oldalon.
- BARNA MÁRTA-Pósa Zoltán: Önreflexiók (1948-1973) VASKORITEKERCSEK A REMÉNY ORSZÁGÁBÓL, ÖNÉLETRAJZI REGÉNYFOLYAN 1.(Idő-Jel Kiadó, 2024

## Tagságai
- A TDDSZ Alapító tagja, (1989)
- MÚOSZ, (1990)
- FIDESZ, (2002)
- KLTE Baráti Köre, KLTE Kossuth Klub, (2013)

## Magánélete
1976-ban házasságot kötött Pósa Zoltánnal. Egy fiuk született; Pósa Máté újságíró (1977).